# Jim Blair (Fußballspieler)
James „Jim“ Blair (* 13. Januar 1947 in Calderbank, Schottland; † 6. April 2011 in Keerbergen, Belgien) war ein schottischer Fußballspieler. Der Stürmer spielte in Schottland, England und Belgien.

## Sportlicher Werdegang
Blair spielte zunächst für den Shotts Bon Accord FC, in dessen Wettkampfmannschaft er 1965 debütierte. 1967 wechselte er zum Zweitligisten FC St. Mirren, bei dem er als regelmäßiger Torschütze glänzte und in die erste Liga aufstieg. Auch hier war er erfolgreich, daher warb ihn 1971 der Ligarivale Hibernian Edinburgh ab. Dort konnte er sich jedoch nicht etablieren und kehrte nach einer Spielzeit wieder zum FC St. Mirren zurück. Wiederum erfolgreich als Torschütze, verpflichtete 1973 Norwich City den Spieler. In der First Division spielte er lediglich sechsmal und blieb ohne Torerfolg. Nach dem Abstieg des Klubs zum Saisonende in die Zweitklassigkeit wechselte er nach Belgien zum KV Mechelen. Hier spielte er bis zu seinem Karriereende 1977.
Blair starb am 6. April 2011 im Alter von 64 Jahren eines natürlichen Todes. In den Jahren zuvor hatte er sich einer Operation am Rücken unterzogen und ein künstliches Hüftgelenk erhalten.